# Poříčí (Boršov nad Vltavou)

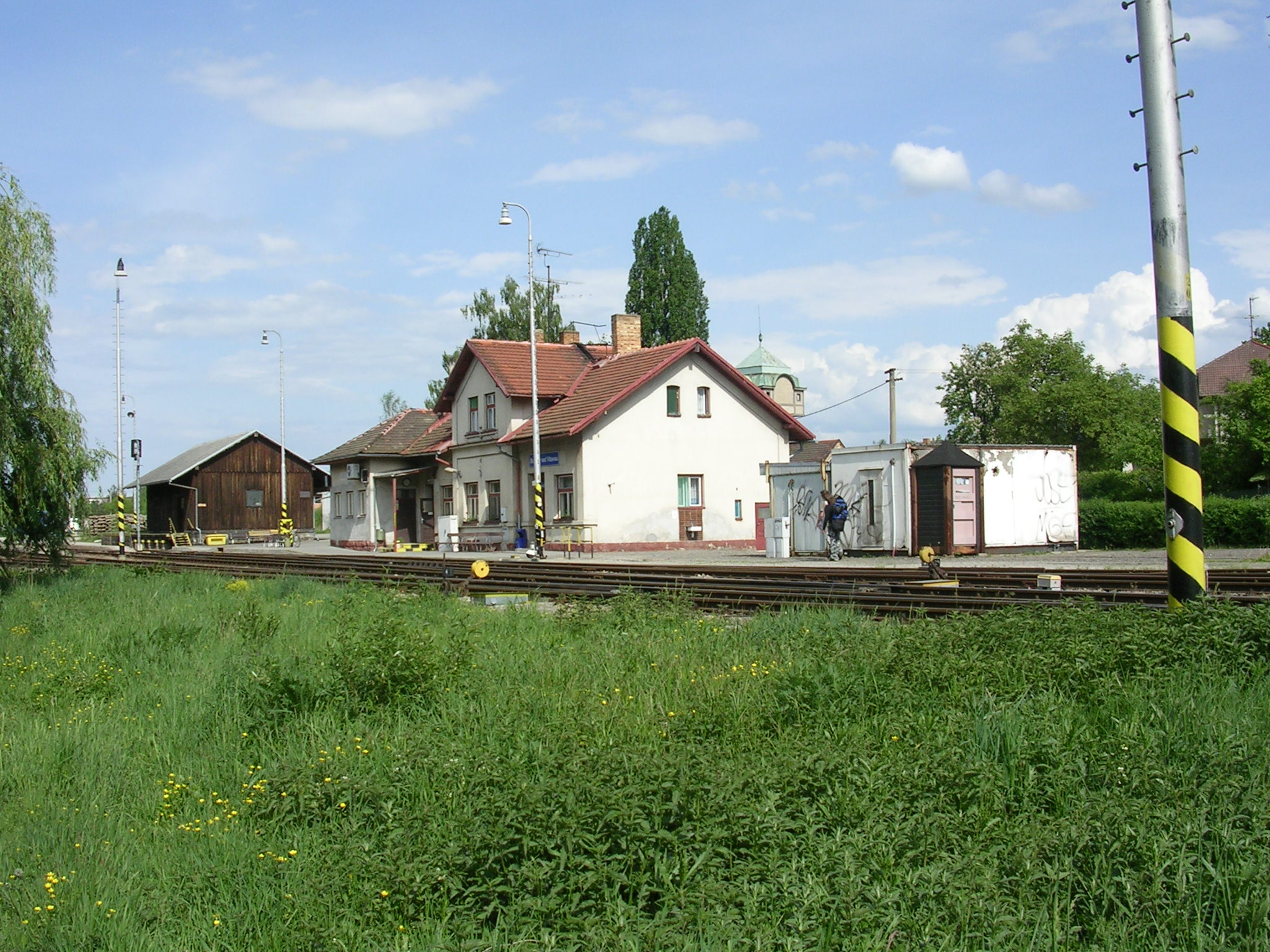
Bahnhof Boršov nad Vltavou in Poříčí

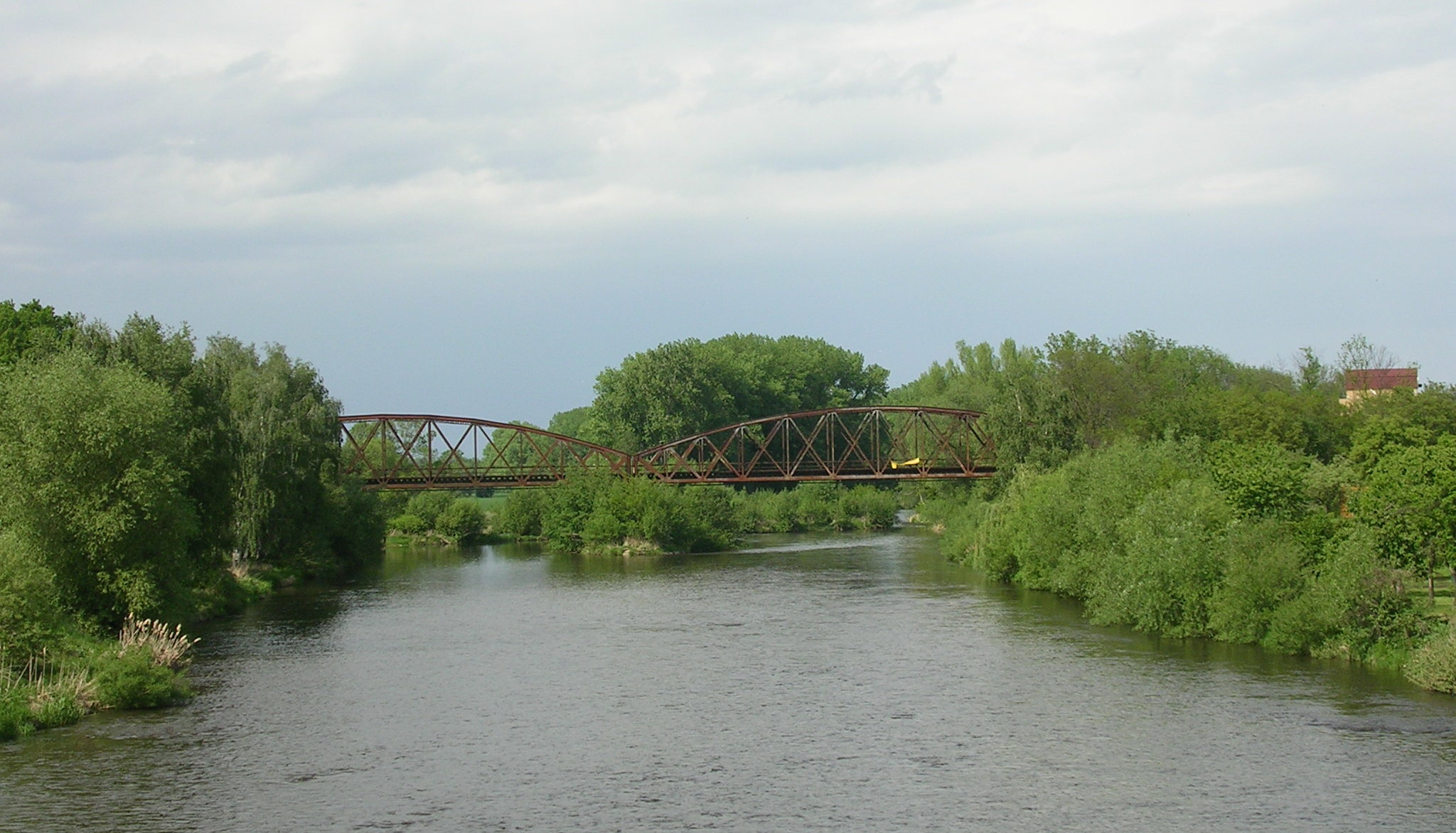
Eisenbahnbrücke über die Moldau

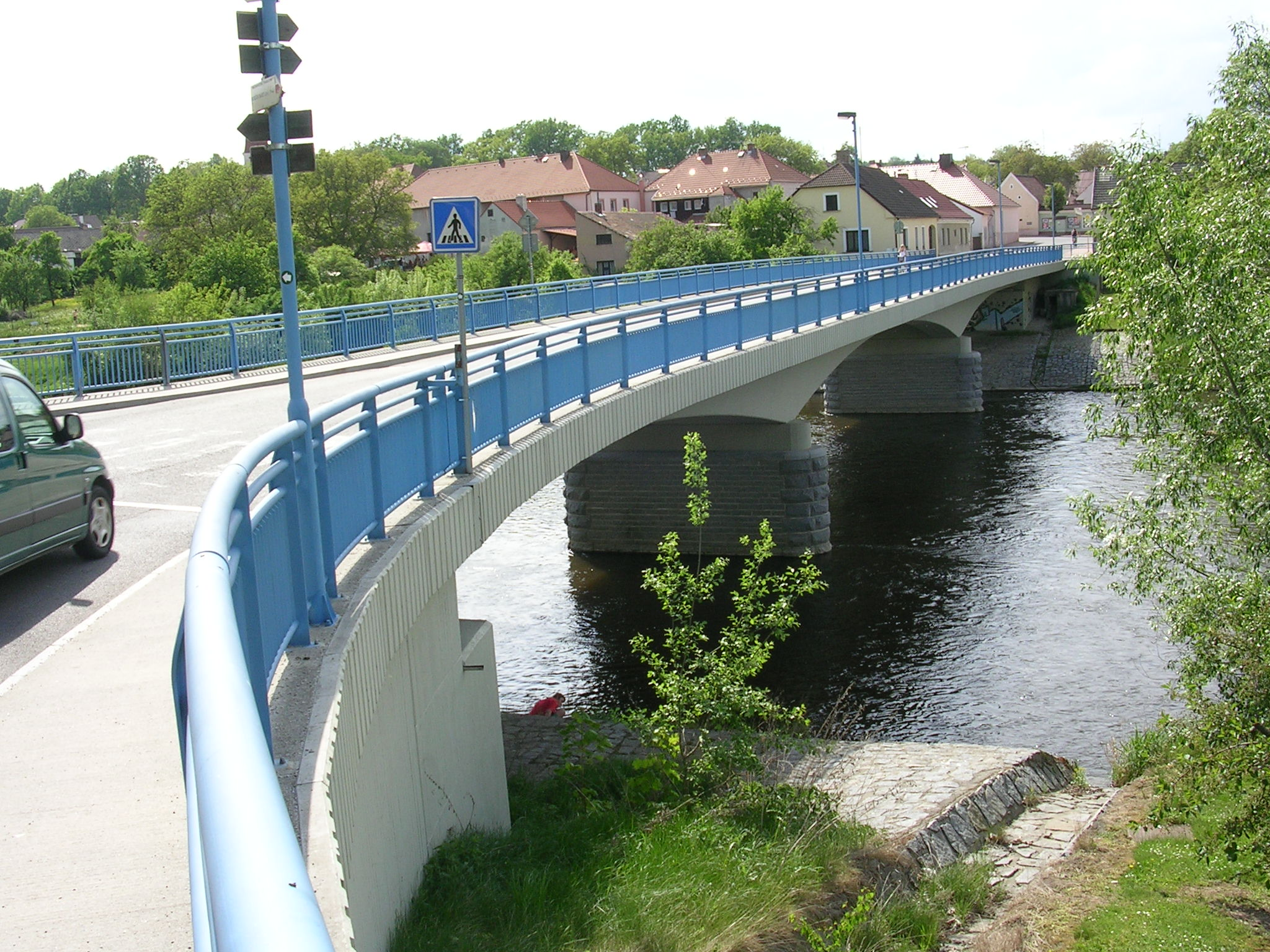
Straßenbrücke über die Moldau nach Boršov nad Vltavou

Poříčí (deutsch Porschitz, auch Pořitz) ist ein Ortsteil der Gemeinde Boršov nad Vltavou in Tschechien. Er liegt sechs Kilometer südlich von Budweis in Südböhmen und gehört zum Okres České Budějovice.

## Geographie
Poříčí befindet sich am rechten Ufer der Moldau am Rande des Budweiser Beckens. Durch das Dorf führen die Straße I/3/E 55 zwischen České Budějovice und Velešín sowie die Bahnstrecke České Budějovice–Černý Kříž. Am östlichen Ortsrand verläuft die Bahnstrecke Linz Hbf–Summerau–České Budějovice. Nach Boršov nad Vltavou führen eine Straßen- und Eisenbahnbrücke über die Moldau.
Nachbarorte sind Homole und Plana im Norden, U Karla, U Krbů, Rožnov, Nové Roudné und Roudné im Nordosten, Stará Včelná und Včelná im Osten, Čtyři Chalupy und Na Dolech im Südosten, Kamenný Újezd, Sokolov und U Kotka im Süden, Březí und Zátkův Mlýn im Südwesten, Boršov nad Vltavou im Westen sowie Černý Dub und Nové Homole im Nordwesten.

## Geschichte
Belege einer frühzeitlichen Besiedlung stellen die aus der mittleren Bronzezeit stammenden Hügelgräber in der Umgebung des Ortes dar.
Die erste schriftliche Erwähnung des Ortes erfolgte 1379, als Bussko de Porzieczie (Bušek z Poříčí) vom Kloster Hohenfurth eine Mühle pachtete. Anhand des Wappens der Vladiken von Poříčí – eines schrägen Pfeils – wird angenommen, dass sie wie auch die Ritter von Újezd von den Bavor von Strakonitz abstammen. Im Jahre 1405 verkaufte Aleš von Pořec dem Dominikanerkloster Budweis zwei Höfe in Pořec und Kukulowic. 1417 erbten Busskos Tochter Barbara und deren Mann Peter Svatomírov von Doudleby das Gut. Während der Hussitenkriege verstarb Peter Svatomírov, seine Witwe konnte in dieser Zeit das Gut erfolgreich verteidigen und brachte die beiden an das Kloster verkauften Höfe wieder an sich. Im Jahre 1453 kaufte Václav Talafous von Dobřany das Gut, ihm folgte Bernard Talafous. Im 16. Jahrhundert wechselten die Besitzer von Poříčí in rascher Folge, zu ihnen gehörten Markvart von Hřeben, Adam Sudek von Dluhá, Jan Krenauer von Křenov, um 1546 Blasius von Pyber (Blažej Pibr von Olešnice) und nach ihm sein gleichnamiger Sohn Blažej d. J. Dieser verkaufte Poříčí 1567 Johann Kalchrayter (Jan Kalkreiter z Kalkreitu). 1593 kauften die Spandeli von Griensing das Gut, dabei wurden für das Dorf Poříčí 14 untertänige Anwesen aufgeführt. Bereits 1596 erfolgte der Weiterverkauf an Ignaz Wambersky von Rohatec. 1617 erwarb Johann Georg Wrabsky Tluksa von Wraby (Jan Jiří Tluksov z Vrábí) das Gut. Er verlor wegen Beteiligung am Ständeaufstand von 1618 nach der Schlacht am Weißen Berg ein Drittel seines Vermögens, das Gut wurde konfisziert und 1621 auf Veranlassung der kaiserlichen Kommissäre Baltasar von Marradas und Zdeněk von Kolowrat dem Dominikanerkloster Budweis übereignet. Im Jahre 1683 klagte Ignaz Leopold Franz Wrabsky Tluksa von Wraby gegen die gänzliche Enteignung des väterlichen Gutes und machte Ansprüche auf zwei Drittel des Besitzes geltend. Diese wurden am 8. August 1690 durch Kaiser Leopold I. abgewiesen. Das Dominikanerkloster ließ die Feste zu einem barocken Schlösschen mit Mansarddach umgestalten. Durch Poříčí führte die Handelsstraße von Budweis nach Linz, an der oberhalb des Ortes die Ausspanne Zuckermantel stand. Um 1780 erfolgte der Bau der neuen Kaiserstraße, die nun östlich an Poříčí vorbei durch den Wald Rožnovský les führte. Nach der Aufhebung des Klosters im Zuge der Josephinischen Reformen fiel das Gut 1785 dem Religionsfonds zu. An der Schneise der neuen Trasse hatte der Besitzer der Wirtschaft Zuckermantel (Cukmantl) ohne Genehmigung eine neue Ausspanne errichtet, neben der bis 1784 weitere Häuser entstanden. Diese Ansiedlung wurde später als Bienendorf bezeichnet. Im Jahre 1790 ersteigerte der Budweiser Bürger Wenzel Donner das Gut. Nachfolgender Besitzer war Karl Taschek aus Budweis, der Poříčí am 23. Mai 1804 an Joseph Ritter Pachner von Eggenstorf verkaufte. 1815 erwarb Pachner von Franz Lang aus Nettolitz das Gut Wrcow und vereinigte es mit Poříčí. Die Errichtung der Pferdeeisenbahn Budweis–Linz im Jahre 1827, an der in Poříčí eine Station zur Pferdefütterung entstand, begünstigte auch die Ansiedlung Gewerbetreibender. Am 1. Januar 1832 ließ die Gutsherrschaft ein Armen-Institut einrichten. Im Oktober 1839 verkaufte Pachner von Eggenstorf das Gut Poříč an den k.k. Schiffmeister Karl Adalbert Lanna, der es bis 1854 besaß. Im Jahr 1840 lebten auf dem Gebiet des Gutes Poříč 783 Menschen. Zum Gut gehörten die gemischtsprachigen Dörfer Poříč und Bienendorf sowie das tschechischsprachige Wrcow. Das Dorf Poříč hatte 190 Einwohner und bestand aus 26 verstreuten Häusern, dem Schloss, einem Meierhof mit Schäferei, einem Brauhaus, einer Brennerei, einer Mühle sowie dem einschichtigen Wirtshaus Zuckermantel. Gepfarrt war Poříč nach Bareschau. Bis zur Mitte des 19. Jahrhunderts blieb Poříč immer ein selbständiges Gut.
Nach der Aufhebung der Patrimonialherrschaften bildete Poříč / Pořitsch mit dem Ortsteil Bienendorf / Včela ab 1850 eine Gemeinde in der Bezirkshauptmannschaft Budějovice/Budweis. 1871 entstand auf der Trasse der Pferdebahn die Eisenbahnstrecke Summerau–Budweis, hinter dem Dorf wurde 1872 eine Eisenbahnbrücke gebaut. Zwischen Pořičí und Březí errichten die Brüder Vlastimil und Dobroslav Zátka 1884 an der Getreidemühle an der Moldau oberhalb des Dorfes die größte Nudelfabrik in Österreich-Ungarn. In den 1890er Jahren entstand mit dem Bau der Bahnstrecke Budweis-Krummau die Eisenbahnbrücke über die Moldau. Im Jahre 1913 hatte die Gemeinde 1021 Einwohner. Davon lebten in Pořičí / Pořič 407 Personen (darunter 399 Tschechen und sieben Deutsche) und in Bienendorf 614 Personen (darunter ein Deutscher). Die Straßenbrücke über die Moldau nach Boršov entstand zwischen 1916 und 1917. Der Gutsbesitz umfasste in den 1920er Jahren 174 ha Grund mit dem Hof und einer Ziegelei sowie mehrere größere Kalksteinbrüche in der Umgebung.
Auf Initiative der Gemeinde Poříčí wurde Včelná/Bienendorf 1930 als eigene Gemeinde ausgegliedert. Die diesseits der in den 1970er Jahren abgebrochenen Eisenbahnbrücke am Ende der Straße Na Vyhlídce befindliche aus zwei Häusern (ehemals Včelná Nr. 1 und 2) bestehende Ortslage Stará Včelná wurde später von Včelná abgetrennt und Poříčí zugeschlagen. Während der deutschen Besetzung wurde das Maxmilián Polák gehörende Gut Poříčí 1939 von den Nationalsozialisten beschlagnahmt und die jüdische Familie Polák in Konzentrationslager abtransportiert. 1943 verlor Poříčí seine Eigenständigkeit und kam als Ortsteil zu Boršov nad Vltavou. Dies wurde nach dem Ende des Zweiten Weltkrieges zunächst wieder aufgehoben. 1949 erfolgte jedoch die erneute Eingemeindung in das am gegenüberliegenden Moldauufer gelegene Boršov nad Vltavou. Da nach 1945 keiner aus der Familie Polák zurückkehrte, wurde das Gut verstaatlicht.
Im Jahre 1991 wurden in Poříčí 396 Einwohner gezählt. Beim Zensus von 2001 lebten in den 115 Wohnhäusern des Ortes 427 Personen.
Das Unternehmen Bratři Zátkové (Gebrüder Zátka) wurde 1948 verstaatlicht und ging nach 1990 wieder an die Familie Zátka zurück. Heute hält das Unternehmen Europasta SE Divize Bratři Zátkové einen Anteil von einem Fünftel des Nudelmarktes in Tschechien.

## Sehenswürdigkeiten
- Schloss Poříčí am nördlichen Ortsausgang, der Bau entstand aus der alten Feste der Vladiken von Poříč und wurde im 18. Jahrhundert von den Budweiser Dominikanern zum Barockschloss umgestaltet. Ihr heutiges Aussehen erhielt die dreiflügelige eingeschossige Anlage mit Mansarddach und trapezförmigem Innenhof zu Beginn des 19. Jahrhunderts unter Joseph Ritter Pachner von Eggenstorf, der auch den englischen Landschaftsgarten um das Schloss anlegen ließ. Nachfolgender Schlossherr war Karl Adalbert Lanna. 1939 wurde das Maxmilián Polák gehörende Schloss als jüdisches Eigentum beschlagnahmt. Ab 1945 ging es in das Eigentum des tschechoslowakischen Staates über, der es der örtlichen JZD übertrug. Seit der Mitte des 20. Jahrhunderts ist das Bauwerk dem Verfall preisgegeben. Erhalten ist der Schlosspark mit seltenen Gehölzen.
- Kapelle des hl. Johannes von Nepomuk, errichtet 1719
- Marienkapelle
- Villa Nr. 48 in der Ortslage Sokolov, genannt Dračí zámeček bzw. Husarský zámeček, erbaut 1898, sie dient heute als Kinderheim
- Eisenbahnbrücke über die Moldau, Stahlkonstruktion aus den Jahren 1893–1894
- Ehemalige Seifenfabrik mit 1921 erbautem Wasserturm
- Turnhalle, errichtet 1921–1922
- Ehemalige Ausspanne Cukmantl